# عبد الوهاب بن سلمان آل خليفة
عبد الوهاب بن سلمان آل خليفة (1821 - 28 أغسطس 1888) من عائلة آل خليفة الحاكمة في مملكة البحرين. والده هو سلمان بن أحمد آل خليفة. عمل وزيرا من 1869 حتى وفاته في عام 1888.

## الأسرة
- عبد العزيز بن عبد الوهاب آل خليفة.
- حمد بن عبد الوهاب آل خليفة.
- عبد الرحمن بن عبد الوهاب بن سلمان آل خليفة.
- دعيج بن عبد الوهاب آل خليفة.